# Liste der Gerichte in Mecklenburg-Strelitz
Diese Liste führt die Gerichte in Mecklenburg-Strelitz auf.

## Gerichtsorganisation 1818 bis 1879
Am 1. Oktober 1818 wurde das Oberappellationsgericht Parchim für beide Mecklenburgischen Staaten als Oberappellationsgericht gegründet und löste damit das Mecklenburgische Land- und Hofgericht ab. 1840 wurde es nach Rostock verlegt. Gericht zweiter Instanz war die Justizkanzlei Strelitz und bei deren erstinstanzlichen Entscheidungen die Landesregierung.
Eingangsgerichte waren
- die Amtsgerichte
- die Stadtgerichte
- die Patrimonialgerichte

Die großherzoglichen Amtsgerichte waren:
| Amtsgericht                                           | Sitz          |
| ----------------------------------------------------- | ------------- |
| Amtsgericht Feldberg                                  | Feldberg      |
| Amtsgericht Alt-Strelitz                              | Alt-Strelitz  |
| Amtsgericht Mirow                                     | Mirow         |
| Amtsgericht Stargard                                  | Burg Stargard |
| Kabinets-Amtsgericht Neustrelitz                      | Neustrelitz   |
| Justizamt der Landvogtei für das Fürstentum Ratzeburg | Schönberg     |

Die großherzoglichen Stadtgerichte waren:
| Amtsgericht                          | Sitz           |
| ------------------------------------ | -------------- |
| Stadtgericht Alt-Strelitz            | Alt-Strelitz   |
| Stadtgericht Friedland               | Friedland      |
| Stadtgericht Fürstenberg             | Fürstenberg    |
| Stadtgericht Neubrandenburg          | Neubrandenburg |
| Stadtgericht Neustrelitz             | Neustrelitz    |
| Stadtgericht Stargard in Mecklenburg | Burg Stargard  |
| Stadtgericht Wesenberg               | Wesenberg      |
| Stadtgericht Woldegk                 | Woldegk        |

Patrimonialgerichte befanden sich in:
| Ort           | Ort                     | Ort                                |
| ------------- | ----------------------- | ---------------------------------- |
| Brunn         | Groß- und Klein Miltzow | Rossow                             |
| Bresewitz     | Helpte                  | Ramelow                            |
| Beseritz      | Holzendorf              | Rattey                             |
| Basow         | Ihlenfeldt              | Roggenhagen                        |
| Brohm         | Jatzke                  | Rohrbecks-Sandhagen                |
| Barsdorf      | Krumbeck                | Riepke                             |
| Blumenow      | Klockow                 | Rutheim                            |
| Boltenhof     | Kotelow                 | Sadelkow                           |
| Coelpin       | Krackow                 | Salow                              |
| Cammin        | Leppin                  | Schönhausen                        |
| Gantzow       | Lichtenberg             | Sophienhof                         |
| Garsluft      | Liepen                  | Staven                             |
| Dischley      | Lübberstorf             | Stolpe                             |
| Dahlen        | Matzdorf                | Tornow                             |
| Dannenwalde   | Mildenitz               | Trollenhagen                       |
| Eichhorst     | Möllenbeck              | Ulrichshoff                        |
| Ganzkow       | Neddemin                | Voigtsdorf                         |
| Gahlenbeck    | Neverin                 | Wittenborn                         |
| Gehren        | Neuenkirchen            | Wittenhagen                        |
| Gentzkow      | Neuhornshagen           | Wrechen                            |
| Gevezin       | Oertzenhof              | Dodow (Fürstentum Ratzeburg)       |
| Glocksin      | Pleez                   | Horst (Fürstentum Ratzeburg)       |
| Godenswege    | Podewall                | Torriesdorf (Fürstentum Ratzeburg) |
| Göhren        | Quadenschönfeld         |                                    |
| Groß-Daberkow | Roga                    |                                    |

Daneben hatten folgende Institutionen auch eine Gerichtsfunktion:
- das großherzogliche Hofmarschall-Amt in Neustrelitz
- das großherzogliche Militär-Kollegium in Neustrelitz
- das großherzogliche Forst-Kollegium in Neustrelitz
- die Steuer-Stuben
- die großherzogliche Kammer in Neustrelitz
- das provisorische Forstgericht im Fürstentum Ratzeburg in Schönberg

## Nach der Einführung der Reichsjustizgesetze
Mit der Verordnung zur Ausführung des Gerichtsverfassungsgesetzes vom 27. Januar 1877 vom 17. Mai 1879 wurden die Änderungen der Reichsjustizgesetze umgesetzt. Die bisherigen Gerichte wurden aufgehoben und es wurden 10 Amtsgerichte, ein Landgericht (das Landgericht Neustrelitz) und ein Oberlandesgericht (das gemeinsame Oberlandesgericht Rostock) geschaffen.
| Amtsgericht                | Sitz           | Anmerkung                    |
| -------------------------- | -------------- | ---------------------------- |
| Amtsgericht Neustrelitz    | Neustrelitz    |                              |
| Amtsgericht Neubrandenburg | Neubrandenburg |                              |
| Amtsgericht Friedland      | Friedland      |                              |
| Amtsgericht Woldegk        | Woldegk        |                              |
| Amtsgericht Strelitz       | Strelitz       |                              |
| Amtsgericht Fürstenberg    | Fürstenberg    |                              |
| Amtsgericht Stargard       | Burg Stargard  |                              |
| Amtsgericht Feldberg       | Feldberg       |                              |
| Amtsgericht Mirow          | Mirow          |                              |
| Amtsgericht Schönberg      | Schönberg      | für das Fürstentum Ratzeburg |

## Arbeitsgerichte
Gemäß Arbeitsgerichtsgesetz vom 23. Dezember 1926 wurden in Deutschland Arbeitsgerichte gebildet. Diese waren nur in der ersten Instanz unabhängig, die Landesarbeitsgerichte waren den Landgerichten zugeordnet. Am Landgericht Neustrelitz entstand so 1927 das Landesarbeitsgericht Neustrelitz als Landesarbeitsgericht von Mecklenburg-Strelitz. Dem Landesarbeitsgericht Neustrelitz waren folgende Arbeitsgerichte zugeteilt: Arbeitsgericht Neustrelitz, Arbeitsgericht Neubrandenburg und Arbeitsgericht Schönberg.